# Covetes dels Moros
Le Covetes dels Moros ("caverne dei Mori" in valenciano) sono un gruppo di piccole grotte artificiali situate a meno di 300 metri dal centro di Bocairente, nella Comunità Valenciana.
Si tratta di una serie di cavità scavate nella roccia, grandi più o meno come piccole stanze e affacciate con circa una cinquantina di finestre verso l'esterno. Sono presente altre cavità simili nella provincia di Valencia, anche se le Covetes dels Moros rimangono le più grandi e famose.
La loro esatta datazione e funzione si presta a diverse interpretazioni, ma studi archeologici hanno rivelato che molto probabilmente risalgono al periodo ispano-arabico del X-XI secolo e fungevano da magazzini per conservare il grano. Altre ipotesi avanzate nel corso degli anni considerano le grotte come camere funerarie o abitazioni di comunità monastiche.
Le cavità si dipanano su più livelli, ai quali i turisti possono accedere grazie anche all'ausilio di scale e corde.